# My Own Dance
«My Own Dance» es una canción de la cantante estadounidense Kesha. Se lanzó como el segundo sencillo de su cuarto álbum de estudio High Road el 21 de noviembre de 2019. La pista fue escrita por la cantante junto a Dan Reynolds, John Hill y Justin Tranter.

## Antecedentes y promoción
En una entrevista con Rolling Stone, Kesha declaró que la canción fue una de las primeras que escribió después del lanzamiento de su álbum anterior Rainbow, y comentó: «Sentí que no tenía derecho a ser feliz», «My Own Dance fue la primera canción pop que escribí y pensé, bien. Iré a escribir una jodida canción pop, ¿por qué me estoy guardando del mayor placer de mi vida?». El 21 de octubre de 2019, Kesha lanzó un tráiler de su próximo cuarto álbum de estudio High Road. En el fondo, se reprodujeron varias canciones del álbum, una de ellas es una versión instrumental de esta pista. También reveló, algunas tomas del video musical que aún no se había lanzado. El 20 de noviembre, Kesha publicó tres fotos de sí misma en sus redes sociales, subtituladas con algunas letras de la canción. Ese mismo día, también reveló el título de la canción, las personas con las que colaboró, así como algunas tomas más del video musical. Al día siguiente, se estrenó la canción, junto con su video musical. Esto también fue promovido por otra publicación en las redes sociales.

## Composición
Fue escrita por Kesha, junto con el cantante Dan Reynolds de Imagine Dragons, Justin Tranter y John Hill. Fue producido por Kesha y Hill. La canción ha sido descrita como una «declaración audaz acerca de no ser lo que la gente espera o exige que seas» que la hace decir lo que piensa y deja en claro que no va a bailar para ti, si no que por sí misma.

## Vídeo musical
El video musical fue dirigido por Allie Avital, y muestra a la cantante en un motel deteriorado buscando una caja de cereal mágico y encontrando un elenco colorido de inadaptados, como culturistas con máscaras de esquí, vestidos de lencería mujeres, máscaras de gas y un par de gemelos directamente de The Shining. El viaje finalmente lleva a la cantante al supermercado, donde encuentra la única caja de cereal mágico. Al final, se pueden ver escenas de la cantante en una piscina para niños llena de cereal y leche.

## Historial de lanzamiento
| País      | Fecha                   | Formato                     | Discográfica    | Ref    |
| --------- | ----------------------- | --------------------------- | --------------- | ------ |
| Varios    | 21 de noviembre de 2019 | Descarga digital, Streaming | Kemosabe, RCA   | [ 19 ] |
| Australia | 22 de noviembre de 2019 | Contemporary hit radio      | Sony Music, RCA | [ 1 ]  |